# Pink music fest 2016.
Pink music fest 2016. је трећи по реду Pink music fest, такмичарски музички фестивал. Такмичење је организовала РТВ Пинк. Фестивал је одржан током новембра 2016. у Пинковом студију у Шимановцима.